# Cinzia Gonzaga
Cinzia Gonzaga (Castiglione delle Stiviere, 7 gennaio 1589 – Castiglione delle Stiviere, 22 aprile 1649) è stata una religiosa italiana, fondatrice della congregazione delle Vergini di Gesù.

## Biografia

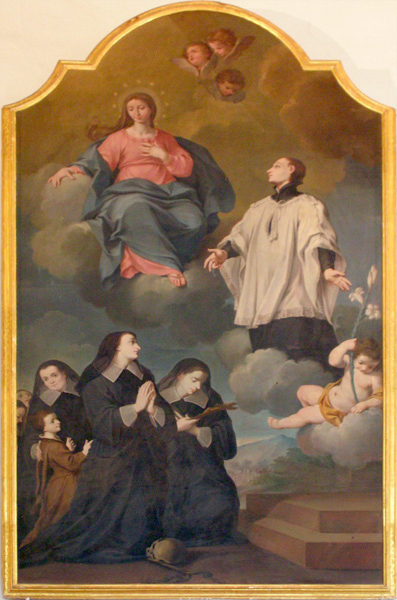
Castiglione delle Stiviere, basilica di San Luigi. San Luigi presenta alla Vergine le tre nipoti Cinzia, Olimpia e Gridonia.

Era figlia primogenita di Rodolfo, marchese di Castiglione delle Stiviere e di Elena Aliprandi, figlia di Giovanni Antonio, ricco banchiere al servizio dei Gonzaga.
A quattro anni, il 3 gennaio 1593, fu testimone dell'assassinio del padre Rodolfo sulla porta della chiesa prepositurale di Sant'Erasmo a Castel Goffredo, mentre si recava a messa con la madre: entrambe furono trattenute poi in ostaggio per alcuni giorni dai rivoltosi. Furono liberate grazie all'intervento da Mantova degli uomini di Vincenzo Gonzaga, che aveva mire sul feudo.
Nel maggio 1596 Elena Aliprandi si trasferì a Borgoforte con le tre figlie Cinzia, Olimpia e Gridonia e sposò il nobile Claudio I Gonzaga, con il quale ebbe in seguito quattro figli maschi e due femmine. Cinzia dopo poco fu condotta nel monastero di Santa Elisabetta di Mantova per esservi educata mentre le altre due sorelle restarono con la madre.
Nel 1602 fece ritorno a Castiglione assieme alle sorelle e furono affidate alle cure dello zio Francesco Gonzaga, succeduto a Rodolfo e nominato tutore delle nipoti dall'imperatore.
Nel 1604 Francesco andò in visita a Roma portando anche Cinzia per cercarle un buon partito matrimoniale. Ma durante una sosta a Loreto la nipote manifestò la decisione di dedicarsi alla vita monastica.

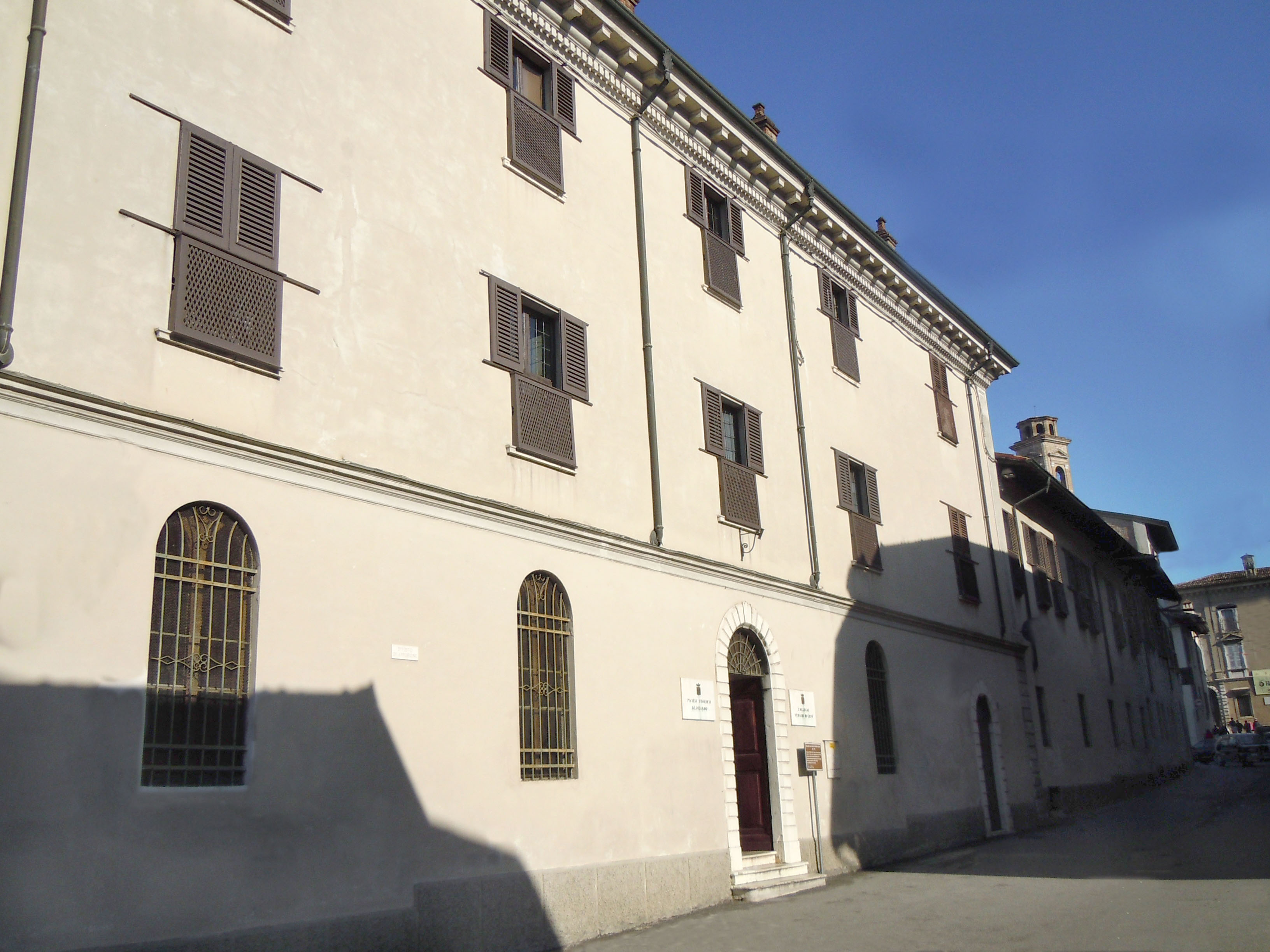
Castiglione delle Stiviere, il Collegio delle Nobili Vergini di Gesù

Il suo confessore, padre Virgilio Cepari (1564-1631), gesuita e compagno di studi dello zio Luigi Gonzaga, le consigliò di fondare un collegio femminile religioso (denominato delle Vergini di Gesù) sul modello di quello di Hall in Tirol presso Innsbruck.  Durante il soggiorno a Roma Cinzia, prima di fare ritorno a Castiglione, sottopose il suo progetto nell'udienza del papa Paolo V del 1607 ricevendone la sua approvazione e coinvolgendo anche le altre due sorelle Olimpia e Gridonia.
Il collegio femminile venne aperto in casa Aliprandi (appartenente alla famiglia della madre Elena Aliprandi) con altre sette giovani il 21 giugno 1608 (festa di san Luigi) e la cerimonia si svolse nella basilica di San Sebastiano. L'istituzione, della quale Cinzia Gonzaga fu la prima superiora ("prelata"), venne approvata civilmente dal marchese Francesco il 27 settembre successivo.
Cinzia morì a Castiglione il 22 aprile 1649 all'età di sessanta anni e il suo corpo fu posto in una teca di vetro tuttora conservata, insieme con quelle delle due sorelle, nella basilica di San Luigi.

## Ascendenza
|                            |   |                     | Genitori                |  |  | Nonni |  |  | Bisnonni        |  |  | Trisnonni       |  |
|                            |   |                     |                         |  |  |       |  |  | Aloisio Gonzaga |  |  | Rodolfo Gonzaga |  |
|                            |   |                     |                         |  |  |       |  |  | Aloisio Gonzaga |  |  | Rodolfo Gonzaga |  |
|                            |   | Caterina Pico       |                         |  |  |       |  |  | Aloisio Gonzaga |  |  |                 |  |
| Ferrante Gonzaga           |   |                     |                         |  |  |       |  |  | Aloisio Gonzaga |  |  |                 |  |
|                            |   | Caterina Anguissola | Gian Giacomo Anguissola |  |  |       |  |  |                 |  |  |                 |  |
|                            |   | Caterina Anguissola | Gian Giacomo Anguissola |  |  |       |  |  |                 |  |  |                 |  |
|                            |   | Caterina Anguissola | Angela Radini Tedeschi  |  |  |       |  |  |                 |  |  |                 |  |
| Rodolfo Gonzaga            |   | Caterina Anguissola |                         |  |  |       |  |  |                 |  |  |                 |  |
|                            |   | Baldassarre Tana    | …                       |  |  |       |  |  |                 |  |  |                 |  |
|                            |   | Baldassarre Tana    | …                       |  |  |       |  |  |                 |  |  |                 |  |
|                            |   | Baldassarre Tana    | …                       |  |  |       |  |  |                 |  |  |                 |  |
| Marta Tana                 |   | Baldassarre Tana    |                         |  |  |       |  |  |                 |  |  |                 |  |
|                            |   | Anna Della Rovere   | …                       |  |  |       |  |  |                 |  |  |                 |  |
|                            |   | Anna Della Rovere   | …                       |  |  |       |  |  |                 |  |  |                 |  |
|                            |   | Anna Della Rovere   | …                       |  |  |       |  |  |                 |  |  |                 |  |
| Gridonia Gonzaga           |   | Anna Della Rovere   |                         |  |  |       |  |  |                 |  |  |                 |  |
|                            | … | …                   |                         |  |  |       |  |  |                 |  |  |                 |  |
|                            | … | …                   |                         |  |  |       |  |  |                 |  |  |                 |  |
|                            | … | …                   |                         |  |  |       |  |  |                 |  |  |                 |  |
| Giovanni Antonio Aliprandi | … |                     |                         |  |  |       |  |  |                 |  |  |                 |  |
|                            |   | …                   | …                       |  |  |       |  |  |                 |  |  |                 |  |
|                            |   | …                   | …                       |  |  |       |  |  |                 |  |  |                 |  |
|                            |   | …                   | …                       |  |  |       |  |  |                 |  |  |                 |  |
| Elena Aliprandi            |   | …                   |                         |  |  |       |  |  |                 |  |  |                 |  |
|                            |   | …                   | …                       |  |  |       |  |  |                 |  |  |                 |  |
|                            |   | …                   | …                       |  |  |       |  |  |                 |  |  |                 |  |
|                            |   | …                   | …                       |  |  |       |  |  |                 |  |  |                 |  |
| Camilla Pavesi             |   | …                   |                         |  |  |       |  |  |                 |  |  |                 |  |
|                            |   | …                   | …                       |  |  |       |  |  |                 |  |  |                 |  |
|                            |   | …                   | …                       |  |  |       |  |  |                 |  |  |                 |  |
|                            |   | …                   | …                       |  |  |       |  |  |                 |  |  |                 |  |
|                            |   | …                   |                         |  |  |       |  |  |                 |  |  |                 |  |